# Президентство Леонида Кравчука
Президентство Леонида Кравчука — правление первого президента Украины. Им стал победивший на выборах президента 1 декабря Леонид Кравчук, инаугурация прошла 5 декабря 1991 года. Его преемник — Леонид Кучма.

## Выборы 1991 года

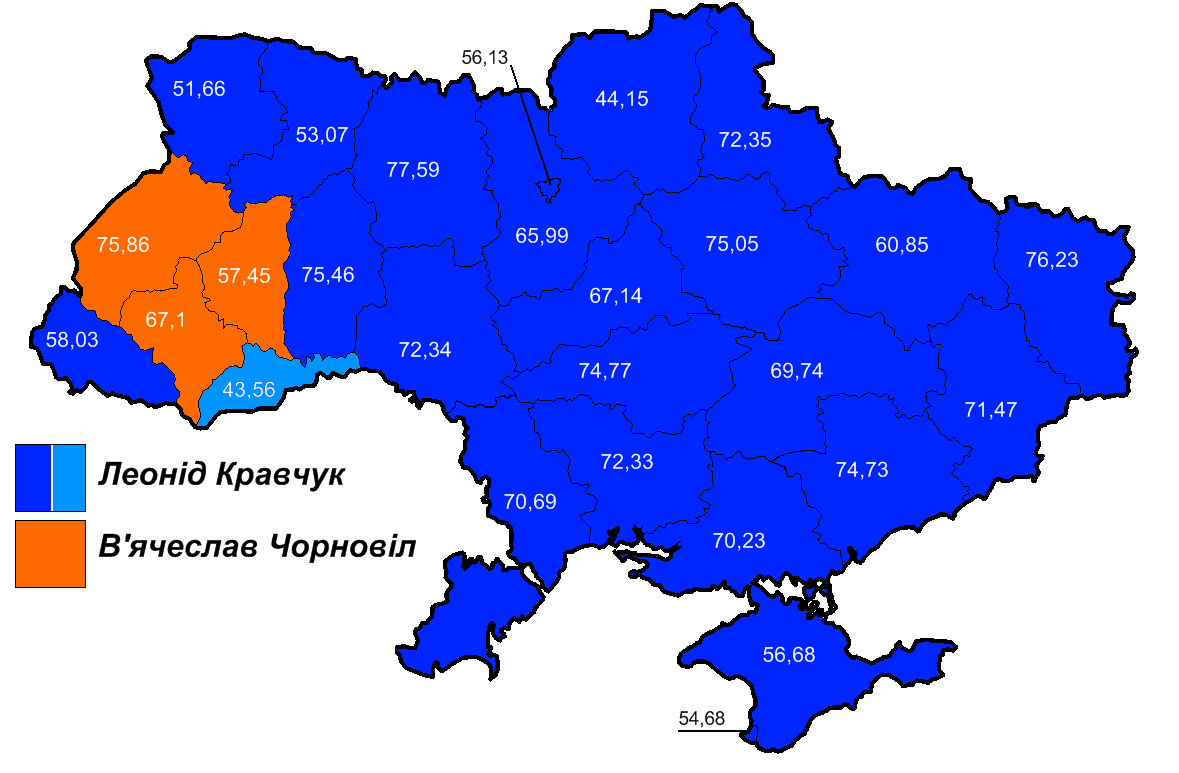
Результаты выборов 1991 года

В то же время, его поддержали как активисты тогда запрещенной компартии, так и часть национал-демократов, которые рекламировали председателя Верховной Рады как «отца независимости». Референдум о независимости Украины проходил 1 декабря 1991, в тот же день ещё и президентские выборы. Более 90 % проголосовали за отделение от СССР. Все шесть кандидатов на главную государственную должность поддерживали пункт «да» на референдуме. Кравчук победил уже в первом туре, получив более 60 % голосов.

### Инаугурация
Инаугурация состоялась 5 декабря 1991. Поскольку это была первая инаугурация президента Украины, сценарий придумывали на лету. Введение конституции состоялось в 1996 году, поэтому Леонид Кравчук использовал для присяги советскую конституцию.

## Президентство

### Беловежские соглашения

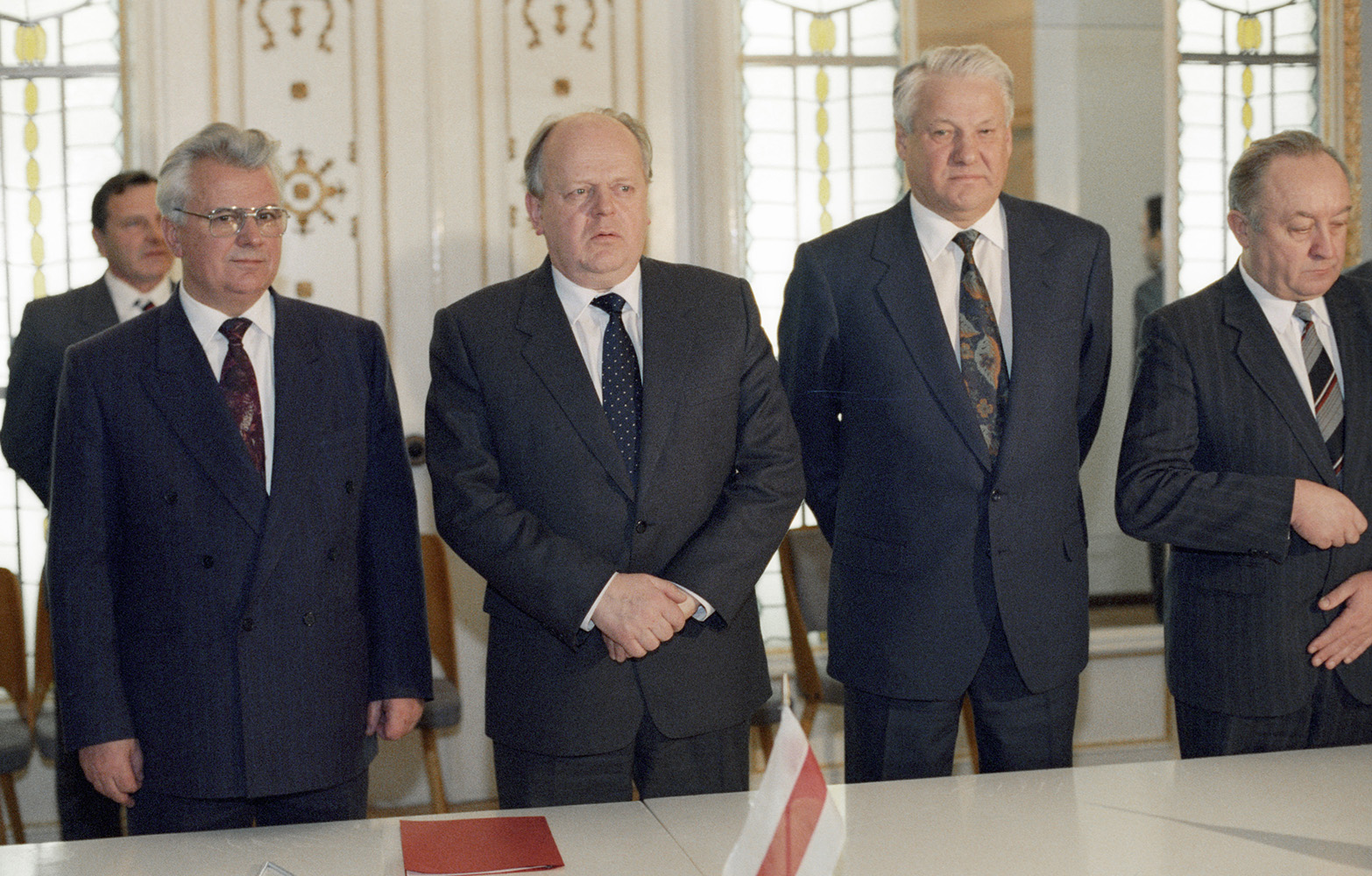
Подписание Беловежских соглашений. Слева направо: Президент Украины — Леонид Кравчук, председатель Верховного Совета Республики Беларусь Станислав Шушкевич, Президент РСФСР Борис Ельцин и Председатель Совета министров Республики Беларусь Вячеслав Кебич

8 декабря 1991 года от имени Украины подписал с президентом Российской Федерации (РСФСР) Борисом Ельциным и председателем Верховного Совета Республики Беларусь Станиславом Шушкевичем Беловежское соглашение о прекращении существования СССР. Через два дня Верховный Совет Украины c оговорками ратифицировал соглашение.

### Создание Государственной думы Украины
25 февраля 1992 года с целью выработки основных направлений и принципов деятельности органов исполнительной власти была создана Государственная дума Украины. Существовала дума до конца 1992 года, в конечном итоге была ликвидирован Указом президента Украины как неэффективная.

### Прочие события
На церемониальной сессии Верховной рады Украины 22 августа 1992 года в Киеве последний президент Украинской Народной Республики в изгнании Николай Плавьюк передал государственные регалии УНР первому президенту Украины Леониду Кравчуку. Также Плавьюк вручил грамоту о том, что независимая Украина, провозглашённая 24 августа 1991 года, является правопреемницей Украинской Народной Республики.
В 1992 году активно Кравчук поддержал митрополита Филарета, которого много лет «курировал» в качестве руководящего идеологического работника ЦК КПУ, в его деятельности по созданию самопровозглашённой Украинской православной церкви Киевского патриархата.
26 февраля 1992 года в Хельсинки подписал Хельсинкский заключительный акт.
3 сентября 1993 года подписал Массандровские соглашения, которые касались дальнейшей судьбы размещённых на территории Украины ЧФ и ядерного оружия. После того согласился на досрочные выборы главы государства в июле 1994 года. В первом туре набрал наибольшее количество голосов среди других кандидатов, но во втором проиграл Леониду Кучме.

### Война в Абхазии
27 сентября 1993 года пал город Сухуми (война в Абхазии). Правительство Грузии немедленно обратилось к целому ряду стран за помощью, 7 октября 1993 года президент Грузии Эдуард Шеварднадзе позвонил Леониду Кравчуку и попросил помощи с эвакуацией 150 000 беженцев, на что украинский президент согласился помочь. 14 января 1994 года в Москве, вопреки ратифицированному Верховной радой 18 ноября 1993 г. Договору СТАРТ-1, которым предусматривалось постепенное сокращение стратегических ядерных вооружений, расположенных на территории Украины, самовольно принял решение подписать Трёхстороннее заявление президентов Украины, США и России относительно немедленного вывоза всего украинского ядерного оружия в Россию (которое уже завершилось 1 июня 1996 года), причём без каких-либо конкретных гарантий безопасности и документально зафиксированных финансовых компенсаций.

### Выборы 1994 года
В начале кампании Кравчук считался основным фаворитом выборов. Он даже не организовывал отдельный избирательный штаб, пользуясь служебным положением ездил по регионам, фактически агитируя за свою кандидатуру.
Во многом, программа Кравчука была очень схожей с программой Кучмы:
- новая Конституция;
- президентско-парламентская республика с чётким разделением полномочий;
- эволюционные реформы и переход к рыночной экономике;
- приватизация и реформы под руководством государства;
- усиление борьбы с организованной преступностью и коррупцией;
- русский язык как официальный;
- экономическое местное самоуправление в децентрализованном унитарном государстве;
- отказ от федерализации;
- экономическая интеграция с Россией и СНГ, но только ассоциированное членство в экономическом союзе;
- хорошие отношения с Россией;
- отказ от любого политического, военного союза с Россией или Славянской Федерации;
- полная интеграция с внешним миром, особенно с Европейским союзом.

Кравчук более уверенно, чем Кучма, выглядел на публике. Общение с людьми было для него родной стихией. В рамках кампании он совершил ряд зарубежных визитов: в США, Канаду, Китай, Великобританию и другие страны. В целом, Кравчук выглядел намного увереннее Кучмы и считался основным претендентом на победу.
На досрочных президентских выборах 1994 года (на проведение которых он согласился под давлением массовых беспорядков лета 1993 года) во втором туре проиграл Леониду Кучме, набрав 45,1 % голосов.
Эти выборы стали одной из первых мирных передач власти на постсоветском пространстве. В качестве примера мирного перехода власти эволюционирующая демократия Украины прошла свое первое реальное испытание. В день инаугурации Кучмы, по инициативе Кравчука, в Мариинском дворце была проведена торжественная церемония передачи президентских полномочий.